# Acrophorus membranulosa
Acrophorus membranulosa là một loài thực vật có mạch trong họ Dryopteridaceae. Loài này được (Wall.) Wall. ex Bedd. miêu tả khoa học đầu tiên năm 1865.